# Locris cardinalis
Locris cardinalis är en insektsart som först beskrevs av Carl Eduard Adolph Gerstäcker 1873. 
Locris cardinalis ingår i släktet Locris och familjen spottstritar. Inga underarter finns listade i Catalogue of Life.